# 小行星8107
小行星8107（英語：8107）是一颗围绕太阳公转的小行星。1995年1月31日，清水義定、浦田武在那智胜浦町发现了此天体。
这颗小行星的绝对星等为341.0816782116555等。